# 長江製衣
長江製衣有限公司（港交所：0294），於1949年由陳瑞球博士創辦，並于1970年成為香港的上市公司，主要股東是陳的家族信託基金：Chan Family Investment Corporation Limited。主要業務為成衣及紡織及投資物業，2008╱09年度營業額為16億2千6百萬港元，整體溢利7千2百萬港元。

## 外部連結
- 長江製衣有限公司
- 長江製衣年報